# Trudove, Kuibîșeve
Trudove (în ucraineană Трудове) este un sat în așezarea urbană Kuibîșeve din raionul Kuibîșeve, regiunea Zaporijjea, Ucraina.

## Demografie
Componența lingvistică a localității Trudove
     Ucraineană (84,64%)
     Rusă (15,36%)
Conform recensământului din 2001, majoritatea populației localității Trudove era vorbitoare de ucraineană (84,64%), existând în minoritate și vorbitori de rusă (15,36%).